# جورج داربي
جورج داربي (بالإنجليزية: George Darby)‏ هو لاعب كرة قاعدة أمريكي، ولد في 6 فبراير 1869 في كانساس سيتي في الولايات المتحدة، وتوفي في 25 فبراير 1937 في ساكرامنتو في الولايات المتحدة.

## وصلات خارجية
- جورج داربي على موقعبيزبول رفرنس.كوم (الدوري الرئيسي) (الإنجليزية)
- جورج داربي على موقعبيزبول رفرنس.كوم (الدوري الثانوي) (الإنجليزية)